# Jonny Howson
Pour les articles homonymes, voir Howson.
Jonathan "Jonny" Howson, né le 21 mai 1988 à Morley, est un footballeur anglais qui évolue au poste de milieu de terrain.

## Biographie

### Leeds United
Professionnel depuis 2006, il s'impose saison après saison comme un élément de plus en plus important au club. En effet, d'année en année, il gagne du temps de jeu, évoluant le plus souvent comme milieu relayeur ou comme milieu droit. Par ailleurs, il devient vice-capitaine dès la saison 2009-2010 où il porte 22 fois le brassard. Après avoir grandement contribué à la montée du club en D2 anglaise, il explose réellement dans cette division, à un poste plus haut sur le terrain comme meneur de jeu.
Certains comme son collègue le défenseur central Andrew O'Brien vont même jusqu'à dire qu'il mériterait d'être sélectionné en équipe d'Angleterre, en le comparant à Jack Wilshere, le joueur d'Arsenal. ce qui contribue à reconnaître de nouveau la valeur du centre de formation de Leeds. Il fête sa première sélection avec les U21 ans de l'Angleterre contre l'Italie en février 2011.
D'ailleurs, il affiche ses meilleurs statistiques sur une saison avec 11 buts et 8 passes décisives. Il est aussi élu meilleur jeune joueur du club pour la seconde fois, après une première fois lors de la saison 2007-2008.
Avec le départ du capitaine Richard Naylor à l'inter-saison, Jonny prend désormais définitivement le brassard. Il ne le gardera que jusqu'à la mi-saison puisque le 24 janvier 2012, son départ est acté pour Norwich City contre environ 2,4 millions d'euros, alors qu'il lui restait 6 mois de contrat avec les whites. Son départ crée une polémique, et le Président Ken Bates est visé par les critiques de très nombreux supporters, lui reprochant de ne pas prolonger les meilleurs joueurs, soulignant un manque d'ambition de sa part, ils l'accusent de faire de Leeds United un club de vente. Par ailleurs, Howson avait des statistiques assez faibles avec seulement 1 but et 2 passes décisives, avant de se blesser assez sérieusement dans l'hiver. Ceci peut être expliqué par son positionnement beaucoup plus bas au milieu de terrain.

### Norwich City
Malgré un retour de blessure, Howson s'impose rapidement comme titulaire à Norwich City, il participe à 11 matchs et inscrit 1 but en cette fin de saison 2011-2012.

### Middlesbrough FC
Le 7 juillet 2017, Howson s'engage avec le Middlesbrough FC.